# Kozjak nad Pesnico
Kozjak nad Pesnico je naselje v Občini Kungota.